# Thomas Engel (Schauspieler)
Thomas Engel (* 20. Dezember 1962 in Saarbrücken) ist ein deutscher Schauspieler.

## Leben
Thomas Engel lebt und arbeitet in Berlin. Er absolvierte seine Ausbildung zum Schauspieler am Konservatorium für Musik und Theater Bern in der Schweiz.
Neben Engagements an verschiedenen Theatern in Aachen, Essen, Lübeck, Hamburg und Berlin spielte er in diversen TV-Produktionen, u. a. :  „Großstadtrevier“ (ARD), „Schulz & Schulz“ (ZDF), „Wolffs Revier“ (SAT.1), „Hinter Gittern“ (RTL), „Der letzte Zeuge“ (ZDF)  und „Das Spiel von Liebe und Zufall“ (Schweizer Fernsehen, SRG). Von 16. November 2009 bis 17. September 2010 spielte er in der Sat.1-Daily Soap „Eine wie keine“ die Rolle des Marcel Rehtaler.
Als Regisseur arbeitet er vorwiegend in Kabarett und Kleinkunst.
Mit Ulrich Michael Heissig hat er die vier Soloprogramme „Irmgard Knef – verkannt, verleugnet, vergessen – Auferstanden aus Ruin“, „Irmgard Knef: Schwesterseelenallein“, „Irmgard Knef: Die letzte Mohikanerin“, „Irmgard Knef: Himmlisch“ sowie diverse Irmgard-Specials erarbeitet.
Mit Christoph Marti (Ursli von Geschwister Pfister) entwickelte er die Kunstfigur Ursula West in den Soloprogrammen „Ursula West: Daughter of country“ und „Ursula West. A legend in my time“.
Mit der Gruppe String of pearls inszenierte er am Münchner Lustspielhaus das Programm „Top Secret“, mit Caledon – The Scottish Tenors deren Deutschlanddebüt im Berliner „TIPI-das Zelt am Kanzleramt“. Bei dem „Homburger Frauenkabarett“ hat er seit 1998 bei sechs Programmen Regie geführt. Daneben arbeitet er als Coach mit Kabarettisten und Schauspielern. Als erste große Musiktheaterproduktion inszenierte er mit U. M. Heissig als Co-Regisseur Jacques Offenbachs La Péricole am Stadttheater St. Gallen, Schweiz.